# Ettore Felici
Ettore Felici (* 12. März 1881 in Segni, Provinz Rom, Italien; † 9. Mai 1951) war ein römisch-katholischer Erzbischof und Diplomat des Heiligen Stuhls. Sein Neffe war Kardinal Angelo Felici.

## Leben
Ettore Felici empfing am 20. September 1903 das Sakrament der Priesterweihe.
Am 9. November 1927 ernannte ihn Papst Pius XI. zum Titularerzbischof von Corinthus und bestellte ihn zum Apostolischen Nuntius in Chile. Der Apostolische Nuntius in Brasilien, Erzbischof Benedetto Aloisi Masella spendete ihm am 30. Dezember desselben Jahres die Bischofsweihe; Mitkonsekratoren waren der Weihbischof in Santiago de Chile, Rafael Edwards Salas, und der Bischof von Concepción, Gilberto Fuenzalida Guzmán.
Am 20. April 1938 wurde Ettore Felici Apostolischer Nuntius in Jugoslawien. Felici wurde am 15. Januar 1946 zum Offizial im Staatssekretariat des Heiligen Stuhls berufen. Papst Pius XII. ernannte ihn am 2. September 1949 zum Apostolischen Nuntius in Irland.